# Hylaeus scutulus
Hylaeus scutulus is een vliesvleugelig insect uit de familie Colletidae. De wetenschappelijke naam van de soort is voor het eerst geldig gepubliceerd in 1894 door Vachal.